# Wielki Żleb Kondracki

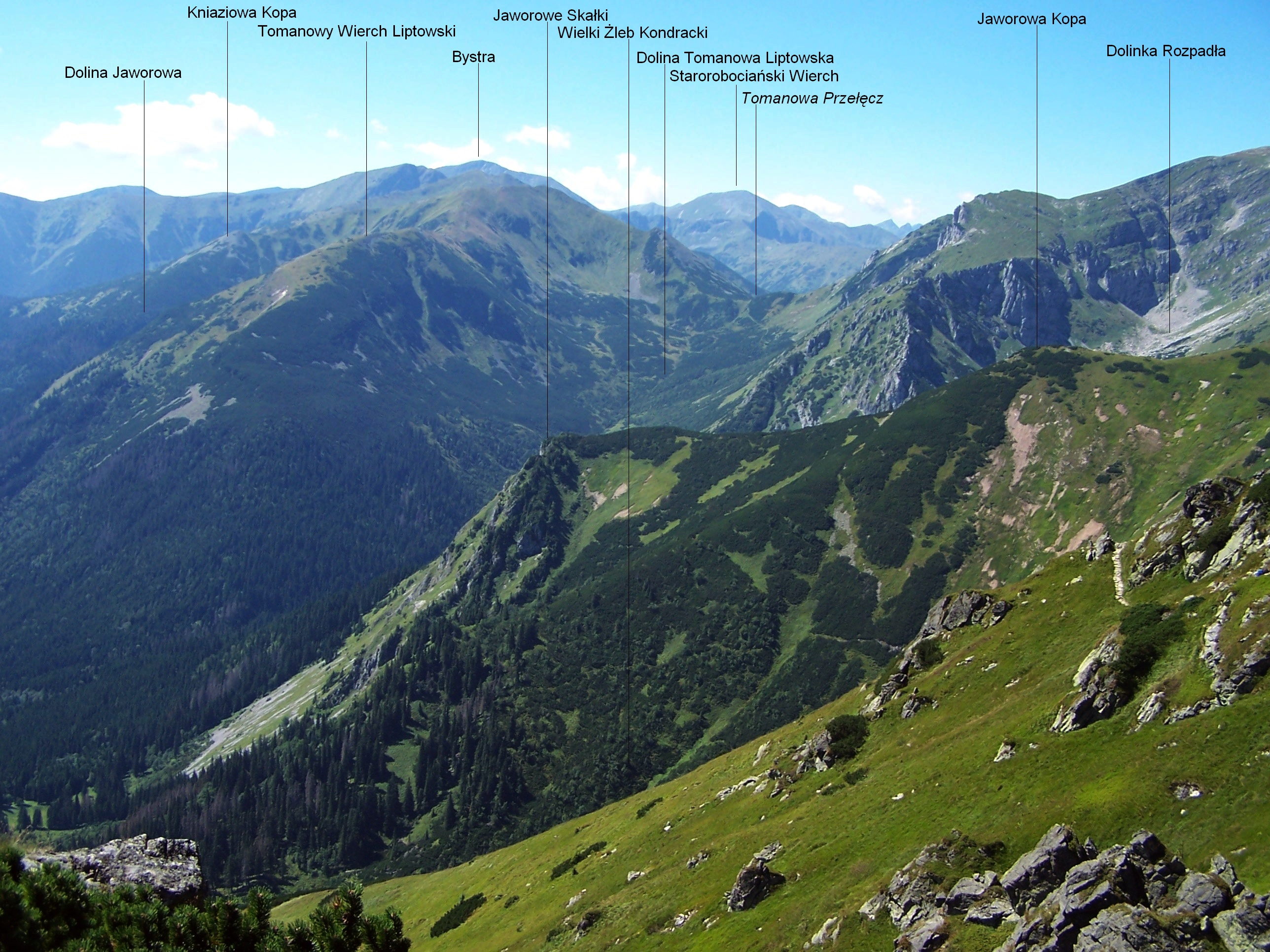
Widok żlebu od wschodniej strony

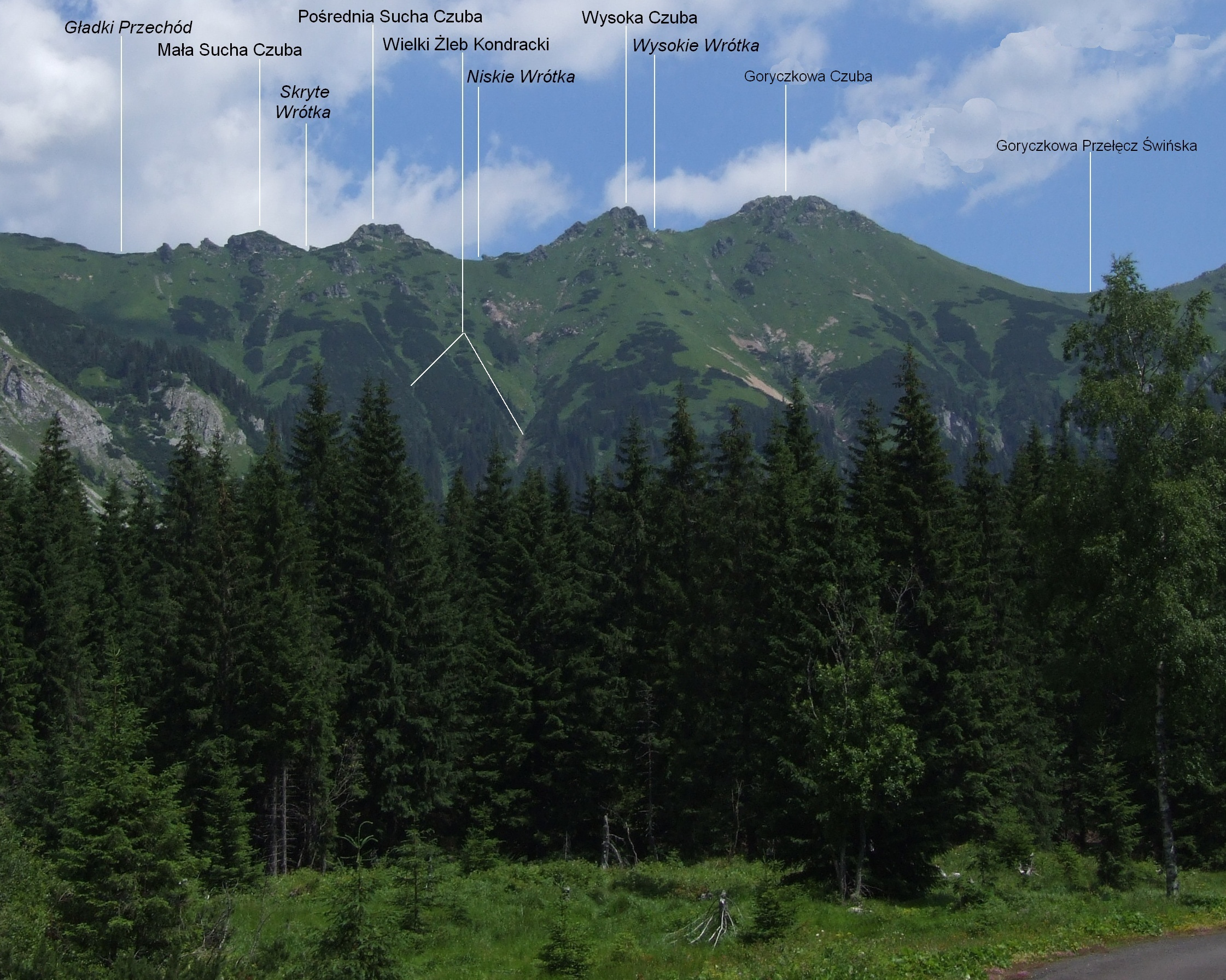
Widok z Doliny Cichej

Wielki Żleb Kondracki – żleb w Tatrach Zachodnich, opadający spod Suchego Wierchu Kondrackiego na południową stronę, do Doliny Cichej. Jego zachodnie obramowanie tworzy Jaworowy Grzbiet, również odchodzący od Suchego Wierchu Kondrackiego i opadający w południowym kierunku do Doliny Cichej. W górnej części żleb ma kilka odnóg (wszystkie po jego orograficznie lewej stronie), podchodzących pod Suche Czuby i ich przełączki. Najdalsza wschodnia odnoga opada spod Wysokiej Suchej Czuby. Zachodnia część trawiastego, podgraniowego upłazu, z którego opadają odnogi żlebu, nosi nazwę Czerwonego Upłazu. Odnogi te łączą się z sobą w jedno wspólne koryto na wysokości ok. 1550 m. Główne koryto żlebu łukowato opada w południowo-wschodnim kierunku, uchodząc do dna Doliny Cichej po wschodniej stronie Jaworowych Skałek.
Żleb nie miał polskiej nazwy. Na polskich mapach oznaczany był czasami po słowacku jako Červený úplaz. Jest to błędna nazwa, w gwarze podhalańskiej bowiem upłazem nie nazywa się żlebu, lecz pewien rodzaj stoku. Nazwę polską wprowadził dopiero Władysław Cywiński w swoim szczegółowym przewodniku tatrzańskim.
Jest to wielki żleb. Każdej zimy schodzą nim lawiny i są to wielkie lawiny. Żleb zbiera bowiem śnieg spod grani o długości około 900 m, a wysokość tej grani nad dnem Doliny Cichej wynosi około 600 m. Jak pisze Władysław Cywiński: „Lawina z lutego 2000 wyłamała las nie tylko po północnej stronie doliny. Przecięła potok i sięgnęła na zbocze Kop Liptowskich około 100 m ponad dnem Doliny Cichej. Jej szerokość przy dnie doliny wynosiła blisko 500 m. Resztki lawiny, przykryte izolacyjną warstwą drzew (...) przetrwały do następnej zimy". Drwale i kierowcy 10-tonowych ciężarówek mieli robotę na dwa lata”.
Dnem żlebu wiedzie jedna z dróg taternickich. Pierwsze przejście: Władysław Cywiński. Zimą możliwa jest do przejścia tylko przy zupełnym braku zagrożenia lawinowego.